# Zabłociszki (sielsowiet Słobódka)
Zabłociszki – dawna wieś. Tereny na których była położona, leżą obecnie na Białorusi, w obwodzie witebskim, w rejonie brasławskim, w sielsowiecie Słobódka.

## Historia
W czasach zaborów w granicach Imperium Rosyjskiego.
W latach 1921–1945 folwark leżał w Polsce, w województwie nowogródzkim (od 1926 w województwie wileńskim), w powiecie brasławskim, w gminie Słobódka.
Według Powszechnego Spisu Ludności z 1921 roku zamieszkiwało tu 78 osób, 73 były wyznania rzymskokatolickiego a 5 staroobrzędowego. Jednocześnie 73 mieszkańców zadeklarowało polską przynależność narodową, a 5 rosyjską. Było tu 19 budynków mieszkalnych. W 1931 w 21 domach zamieszkiwały 82 osoby.
Wierni należeli do parafii rzymskokatolickiej w Słobódce. Miejscowość podlegała pod Sąd Grodzki w Brasławiu i Okręgowy w Wilnie; właściwy urząd pocztowy mieścił się w Słobódce.